# Andeigle
Andeiglen (Theromyzon tessulatum) er en op til 10 cm lang igle med fire par øjne, der lever i søer. Arter af andeigler findes på den nordlige halvkugle og i Sydamerika. 
Iglen sidder i undervandsvegetationen og venter på, at en vært kommer forbi. Når f.eks. en and stikker hovedet ned i vandet, griber iglen fast i næbbet og bevæger sig ind i andens næsebor og svælg for at suge blod. Hvis værten angribes af mange igler, kan den blive kvalt. 
Æggene lægges i en kokon, der er fastgjort til planter eller sten. Æggene klækker efter ti dage, hvorefter ynglen sidder fastgjort til den voksne igle i 2-4 måneder. Ynglen har brug for et måltid blod for at udvikles. Man mener iglen har brug for tre af den slags måltider for at blive fuldt udvokset. Iglen forlader værten imellem måltiderne og kan derfor undvære et blodmåltid i mindst ni måneder. Andeiglen benytter som navnet antyder, normalt andefugle som værter, men den kan også sætte sig på gnavere